# Heeswijk

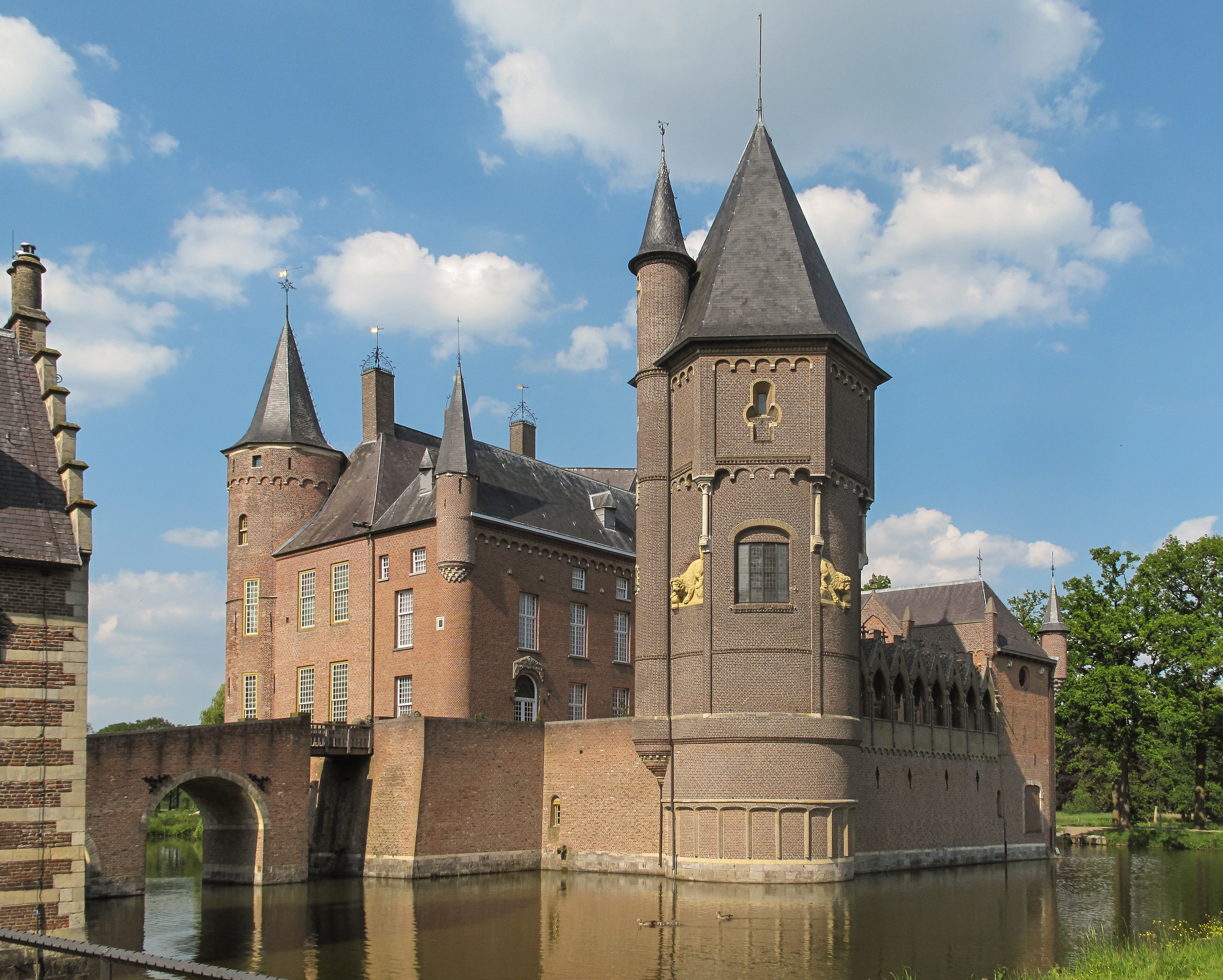
Edificio principal del castillo de Heeswijk.

Heeswijk es una localidad de la provincia de Brabante Septentrional, en los Países Bajos. Forma parte del municipio de Bernheze y está situada en los alrededores de la ciudad de Bolduque, capital de la provincia.
Heeswijk fue municipio independiente hasta el año 1969, en el que se integró con Dinther y parte de Loosbroek en Heeswijk-Dinther. Más tarde, en 1991, se unió a Heesch, Vorstenbosch y Nistelrode en el municipio de Bernheze, que cuenta en la actualidad con casi 30.000 habitantes. De ellos, 3.080 residen en Heeswijk.

## Geografía
Heeswijk está situado en 51°39′N 5°29′E, a 14 km al este-sureste de Bolduque, en Brabante Septentrional.

## Historia
El nombre “Hees” proviene de la palabra “haisjo”, que en antiguo alto alemán se traduce como “monte bajo”. El sufijo “-wijk” deriva del latín “vicus”, y significa “aldea”.
Los primeros documentos acerca de Heeswijk datan de 1196, cuando Albert van Heeswijk, señor de Heeswijk-Dinther, cedió sus posesiones a la abadía mostense de Berne.
En la Edad Media, perteneció al área de Maasland, dentro de la Bailía de Bolduque. Tras la caída de Bolduque en 1629, el abad Jan Moors encontró refugio en el castillo.
El castillo de Heeswijk fue comprado en 1835 por Andreas van den Bogaerde van Terbrugge, entonces gobernador de Brabante Septentrional desde 1832. Esto desarrolló el camino entre las localidades de Rosmalen y Veghel, actualmente principal vía de comunicación dentro de Heeswijk. Esta vía toma en el tramo cercano al castillo el nombre de Governeursweg, carretera del Gobernador.
La importancia del camino entre Rosmalen y Veghel aumentó el desarrollo de las localidades de Heeswijk y Dinther, que crecieron gradualmente hasta convertirse en una única entidad física. En 1969 se crea el municipio de Heeswijk-Dinther.
La población ha aumentado desde los 700 habitantes a principios del siglo XIX, y 1.158 en 1900, hasta los 2.708 en el momento de la creación del municipio de Heeswijk-Dinther. Actualmente sobrepasa ligeramente los 3.000 habitantes.

## Lugares de interés
Castillo de Heeswijk
El castillo de Heeswijk data del siglo XI y es un castillo ciudadela, rodeado de agua, situado en las cercanías de la localidad. Ha tenido protagonismo en la historia de los Países Bajos: el príncipe Mauricio de Nassau trató de tomar en dos ocasiones el castillo en torno a 1600; su hermanastro, Federico Enrique de Orange-Nassau, pudo finalmente tomarlo y utilizarlo como paso previo a la toma de Bolduque, en 1629. El rey francés Luis XIV permaneció en el castillo de Heeswijk durante su campaña contra la República Holandesa en 1672. A finales del siglo XVIII, el general Pichegru, bajo el mando de Napoleón, fijó aquí su base.
Tras su restauración en 2005, se ha transformado en museo y restaurante.
Abadía mostense de Heeswijk
La abadía premonstratense o mostrense de Heeswijk aloja a la comunidad religiosa más antigua de todos los Países Bajos.
Fue fundada en 1134, año en que Norberto de Xanten muere, por Fulco van Berne, señor de Teisterband, en la localidad de Berne, a orillas del río Mosa. La abadía tomó cargo de la parroquia de Heeswijk en el año 1284, y las parroquias de varias localidades dependen de la abadía en la actualidad, según la diócesis de Bolduque. En 1857, se instala de forma definitiva la abadía en Heeswijk y se finaliza la construcción de la iglesia en 1879, siendo ampliada por el arquitecto Willem Valk en 1927. En 2007 la comunidad estaba formada por 33 personas.
Iglesia de San Willibrord
Construida en 1895 bajo diseño del arquitecto P. Th. Stornebrink, es de estilo neogótico y planta de tres naves en cruz con una torre. Originalmente, existía otra iglesia gótica en un emplazamiento cercano al actual, en Monseigneur van Oortschotstraat (calle del Monseñor van Oortschot), cuya construcción se inició en 1250. Esta iglesia depende de la abadía de Berne. Posee un órgano de 1876 y una campana de 1501, de más de una tonelada de peso. Destacan las vidrieras de Daan Wildschut de 1952.
En el cementerio de la iglesia reposan los restos de la familia van de Bogaerde van Terbrugge, descendientes del gobernador y dueño del castillo de Heeswijk.

## Cultura
El Teatro Natuurtheater de Kersouwe organiza espectáculos veraniegos anualmente desde 1946. El Beeldentuin Interart es un centro de artes visuales contemporáneas.

## Entorno natural
Heeswijk se sitúa en el valle del río Aa, en su margen derecha. El curso original del río estaba junto al castillo. El Aa fue canalizado en los años 30 del siglo XX. Antiguamente, el río servía de límite municipal con Schijndel, pero en la actualidad se utiliza el canal Zuid-Willemsvaart, que comunica Bolduque con Mastrique. El arroyo Leigraaf corre desde el norte de Heeswijk hacia el Aa.
Al norte de la localidad hay bosques, entre los que hay un pinar plantado en el siglo XIX, arenas movedizas y páramos. En este entorno es posible encontrar tejones.

## Comunicaciones
La antigua carretera de Rosmalen a Veghel (hasta 2007, carretera N606, actualmente carretera local) recorre la localidad de oeste a este, aunque la mayor parte del tráfico discurre por la carretera provincial N279, entre la A2 a la altura de Bolduque y Horn, en Limburgo. La N279 discurre en este tramo en paralelo al canal Zuid-Willemsvaart. Existe una salida desde esta carretera hacia Heeswijk.
El autobús 158 (‘s-Hertogenbosch Centraal Station – Veghel) une la localidad con la estación de tren de Bolduque, desde donde es posible viajar a las principales ciudades de los Países Bajos. La línea 202 comunica con Nistelrode y Heesch. Ambas líneas son operadas por la compañía Veolia.